# Sylvia crassirostris
Sylvia crassirostris là một loài chim trong họ Lâm oanh.
Loài này xuất hiện vào mùa hè quanh Địa Trung Hải, qua Balkans qua Thổ Nhĩ Kỳ, vùng Caucasus và các vùng lân cận đến Trung Á. Nó là di cư, trú đông ở vùng hạ Sahara Châu Phi. 